# Emanuele Filiberto Duca d'Aosta
«Емануеле Філіберто Дука д'Аоста» (італ. Emanuele Filiberto Duca d'Aosta) — військовий корабель, головний легкий крейсер типу «Дука д'Аоста» Королівських ВМС Італії за часів Другої світової війни та післявоєнний час у складі радянського ВМФ.

## Історія створення
«Дука д'Аоста» був закладений 29 жовтня 1932 року на верфі компанії Cantiere navale fratelli Orlando в Ліворно. Спущений на воду 22 квітня 1934 року. 17 березня 1935 року увійшов до складу Королівських ВМС Італії.

## Історія служби
Після вступу у стрій крейсер «Дука д'Аоста» в основному ніс службу в Середземному морі. Брав участь у підтримці франкістів під час громадянської війни в Іспанії, супроводжуючи транспорти зі зброєю та проводячи розвідку.
Наприкінці 1938 року був запланований навколосвітній похід крейсерів «Дука д'Аоста» та «Еудженіо ді Савойя». 5 листопада 1938 року крейсери вийшли з Неаполя. Вони перетнули Атлантику та відвідали низку портів Південної Америки та країн басейну Карибського моря. Але через загострення ситуації в Європі у березні 1939 року кораблі були відкликані в Італію.

### Друга світова війна
Після вступу Італії у Друг світову війну у червні 1940 року «Дука д'Аоста» брав участь у бою біля Калабрії. Потім декілька разів виходив у море у складі сил, які мали намір протидіяти британським операціям з постачання Мальти, а також здійснював патрулювання в Адріатичному морі.
У 1941 році крейсер брав участь у постановці мін та супроводі конвоїв у північну Африку. 17 грудня брав участь в першій битві у затоці Сидра.
У червні 1942 року крейсер брав участь в операціях «Гарпун» та «Вігорос». У другій половині 1942 року активність італійського флоту різко знизилась через паливну кризу, і «Дука д'Аоста» здійснив лише декілька міжбазових переходів.
У серпні 1943 року після висадки союзників на Сицилії «Дука д'Аоста» був у складі з'єднання, яке намагалось перешкодити союзникам. Але через перевагу союзників у силах італійський флот повернув назад.
Після капітуляції Італії 9 вересня 1943 року «Дука д'Аоста» прибув на Мальту. Союзне командування вирішило використати крейсер в Атлантиці для полювання на німецькі проривачі блокади. Крейсер здійснив 7 походів, проте не зустрів жодного ворожого корабля. У квітні 1944 року крейсер повернувся до Італії і до травня 1945 року використовувався як швидкохідний транспорт.

### Післявоєнна служба
На Паризькій мирній конференції 1947 року було вирішено, що крейсер «Дука д'Аоста» має бути переданий СРСР як репарація. 30 березня 1949 року крейсер під назвою «Керч» був зарахований до складу Чорноморського флоту. У 1949—1950 роках на ньому було встановлене радянське радіоелектронне обладнання та малокаліберна зенітна артилерія.
У 1953 році був розроблений проект модернізації корабля, але згодом від нього відмовились, провівши лише поточний ремонт. 17 лютого 1956 року крейсер був виведений з бойового складу флоту та перекласифікований на навчальний крейсер. 11 березня 1958 року він був перекласифікований в дослідницьке судно, йому було присвоєно позначення «ОС 32».
20 лютого 1959 року корабель був виключений зі складу флоту і незабаром розібраний на метал.